# 陈柏槐
陈柏槐（1950年8月—），湖北武汉人，中华人民共和国政治人物。
1973年6月加入中国共产党。1976年，毕业于黄冈地区农业学校。1985年起，在湖北省人民政府办公厅农业处任职。1995年起，历任湖北省水利厅副厅长、省政府副秘书长、省政府参事室主任。2002年起，任湖北省农业厅党组书记、厅长。2009年1月，当选政协湖北省委员会副主席。2013年11月，因涉嫌贪污，被中共中央纪律检查委员会立案调查。2014年9月，陈柏槐被提起公诉。据报道，陈柏槐曾受到了内蒙古自治区常委原书记王群的提拔。2014年12月23日，陈柏槐滥用职权、受贿案在福州市中级人民法院公开开庭审理，将择日宣判。2015年4月17日，因涉嫌滥用职权、受贿（283萬餘元）、致国家造成经济损失6.1亿多元，被判处17年有期徒刑，沒收個人財產30萬元。